# Зелений Яр (Запоріжжя)

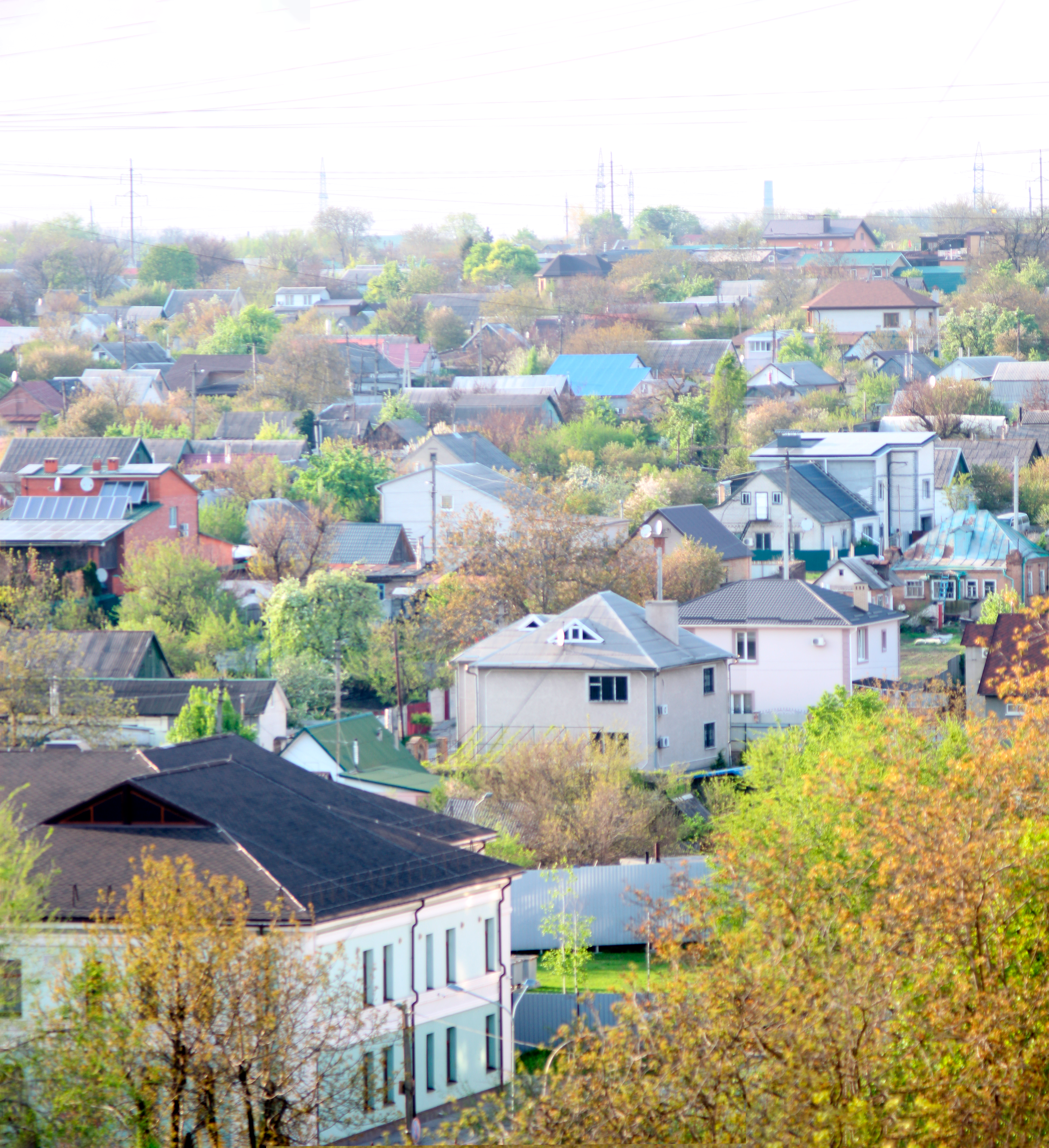

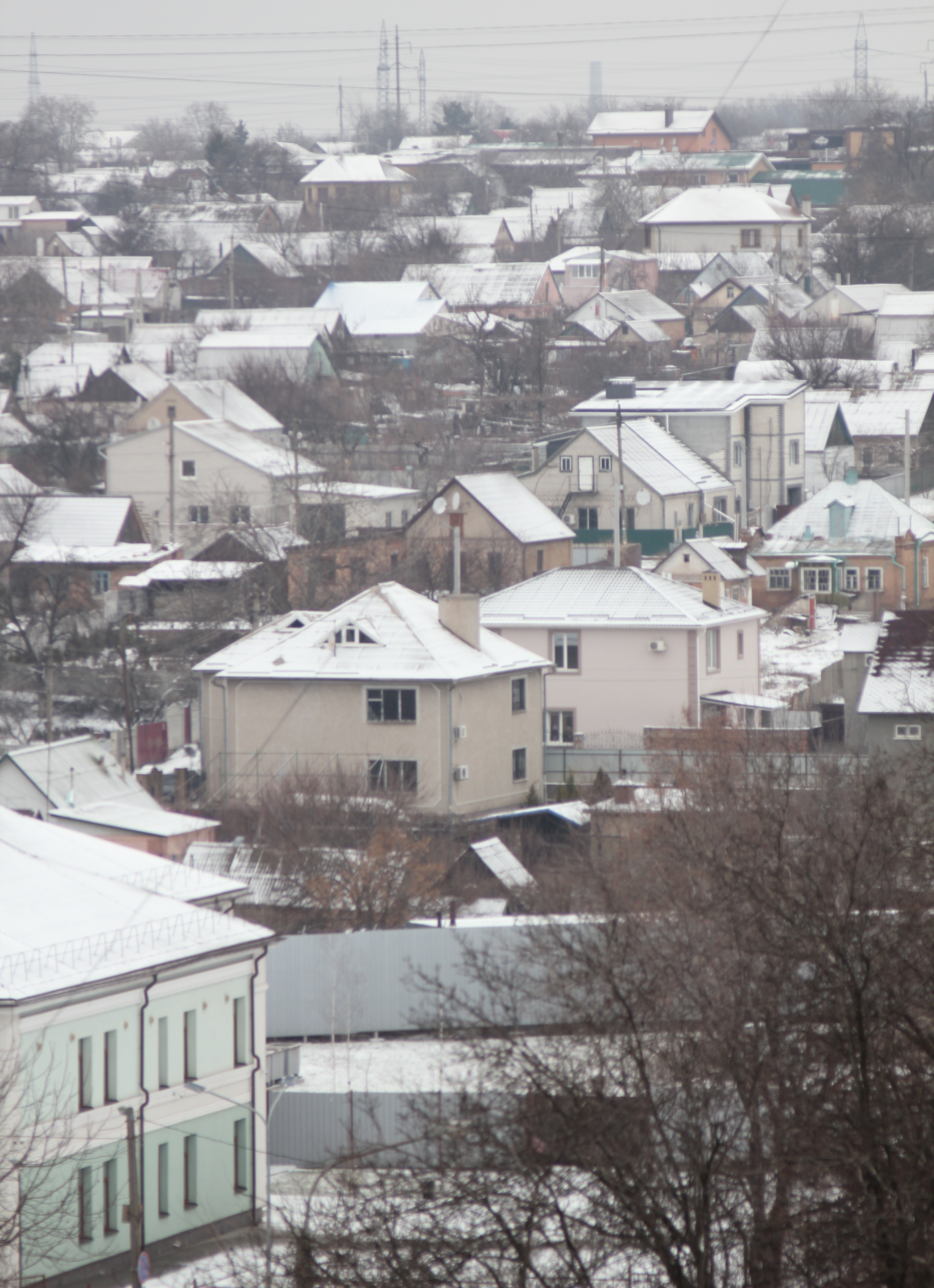
Зелений Яр зимою

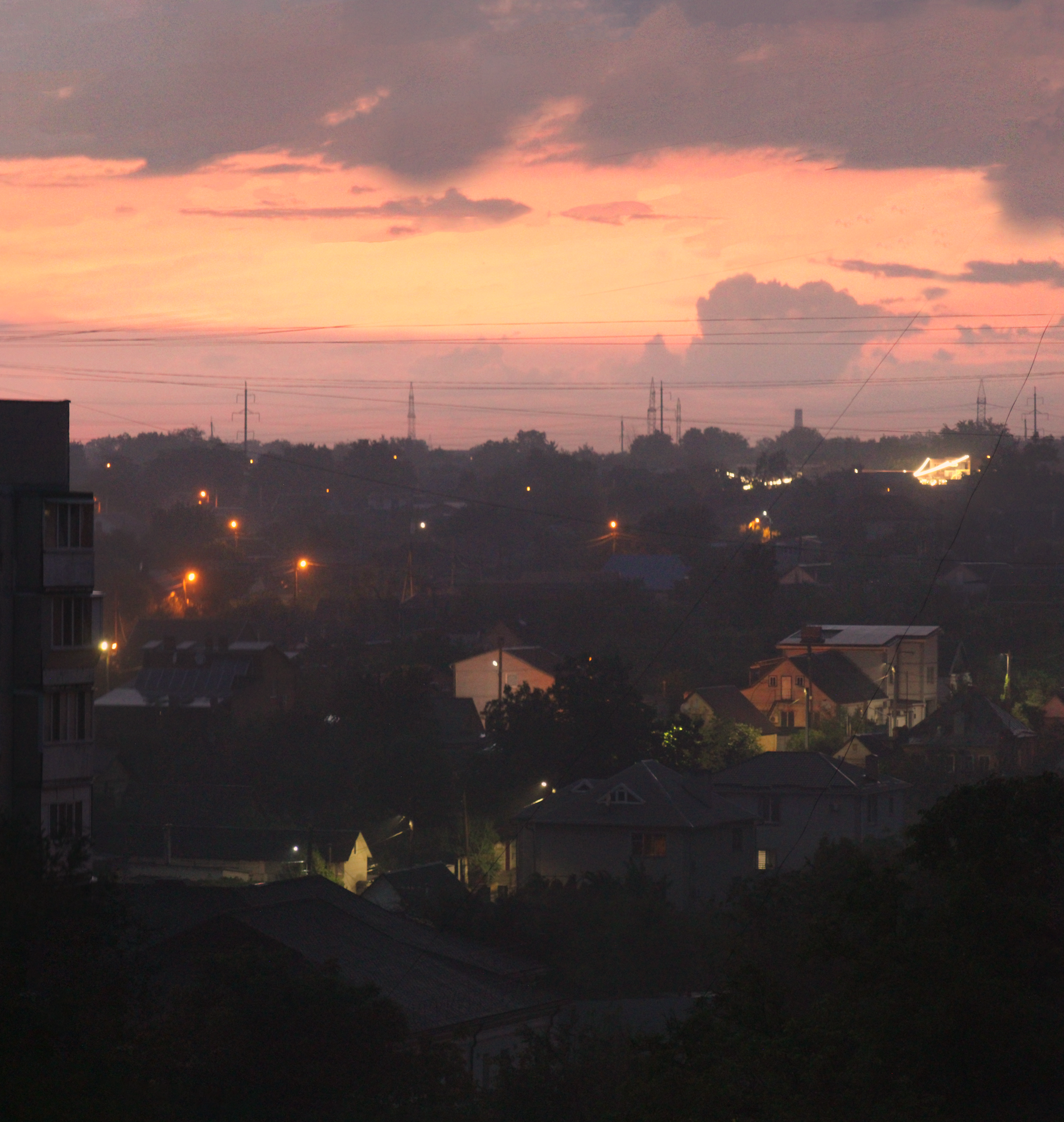
Зелений Яр влiтку пiсля дощу пiдчас заходу сонця

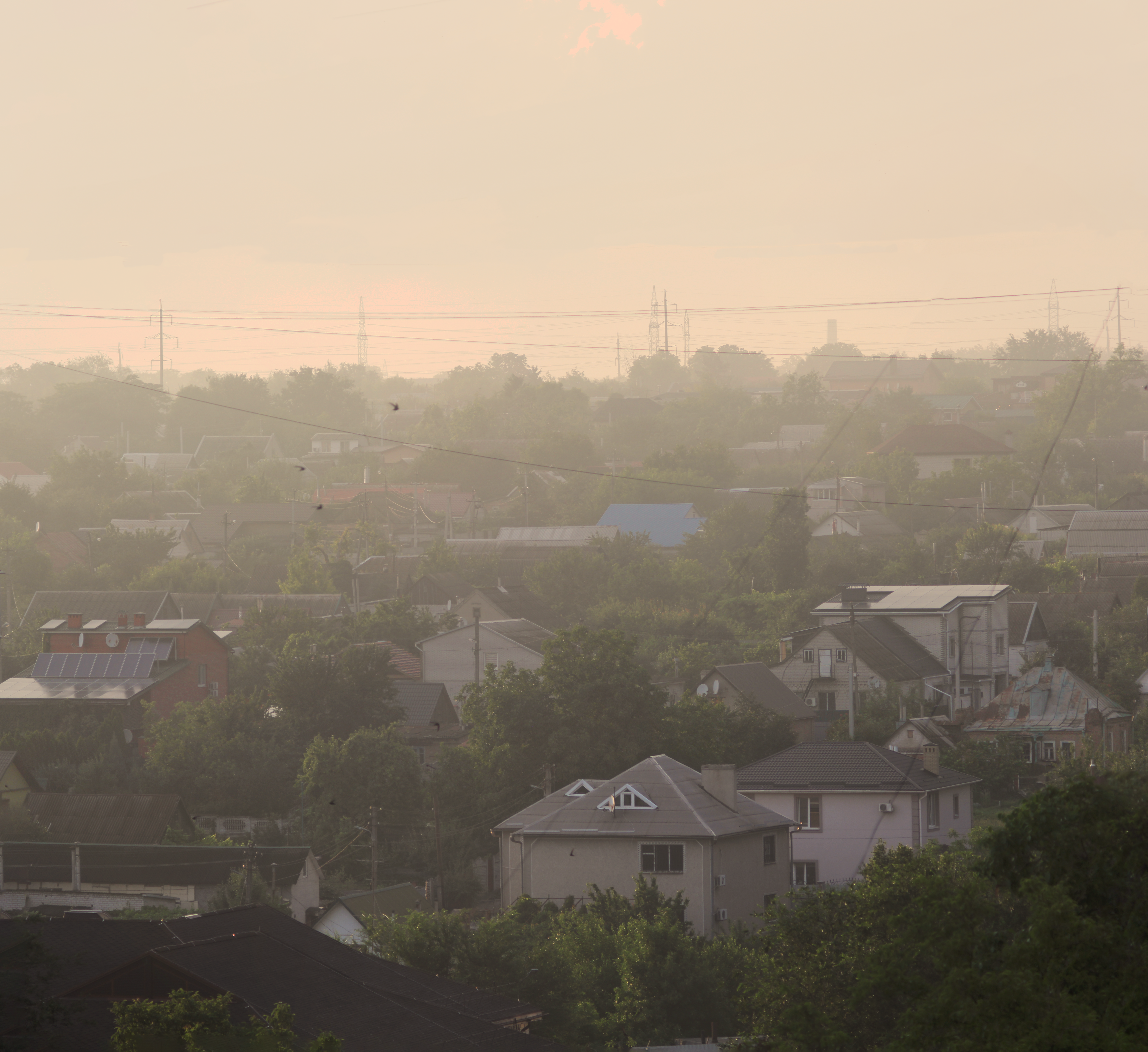
Зелений Яр влiтку пiсля дощу

Зелений Яр — історична місцевість та селище в Шевченківському районі міста Запоріжжя.

## Історія
Селище Зелений Яр виникло у 1940-ві роки. У 1930-х роках мешканці міста обгороджували собі по 25 соток землі, потім їх обмежили до 10 соток. Тут оселилися робітники заводів «Мотор Січ», «Прогрес», «Запоріжсталь». З кожним новим поколінням ділянки землі дробили, будинки добудовували і перебудовували. На берегах річки Суха Московка розташований яр. Назва Зелений Яр походить від того, що тоді любили додавати до назв мальовничість місцевостей.
У 1940 році побудована трамвайна лінія з відкриттям трамвайного маршруту № 6 «Майдан Волі — Зелений Яр». 1958 року відкрито нову лінію, що з'єднала Південне шосе та Зелений Яр (відкрито трамвайний маршрут № 12).
У тому ж 1958 році, на території селища, закладено ботанічний сад. Площа саду становить — 14,6 га. Тоді він був ще не обгороджений і місцеві жителі здійснювали прогулянки до ботанічного саду. У 1960-х років річка Суха Московка, відома як «вонючка», була чистою, там купалися діти і ловили рибу. Потім селище розрослося, будинки споруджувалися прямо у яру над річкою, і заповзятливі місцеві мешканці стали виводити в річку каналізаційні стоки.
7 листопада 1971 року відкрита побудована лінія по вулиці Верещагіна до Шевченківського мікрорайону з відкриттям трамвайного руху по маршруту № 15. Лінія довжиною 3,4 км з'єднала селище з заводами і пролягає від вулиці Верещагіна до вулиці 8 Березня, де з'єдналася з трамвайним маршрутом № 12.
t
На Зеленому Яру є ще чимало будинків довоєнної побудови. Це одноповерхові будиночки з невеликими вікнами і шиферними дахами. До 1980-х років простим людям було заборонено будувати будинки в кілька поверхів. Отримати дозвіл на двоповерховий будинок тоді вдавалося тільки тим, хто мав «зв'язки».
Після перебудови за радянських часів починають будувати двоповерхові приватні будинки, масово проводиться газ, телефон.
У 1990-ті роки у селищі панував розквіт злочинності, наркоманії і бандитизму. Зелений Яр став місцем, де цигани майже відкрито торгували наркотиками. З'являється безліч дрібних злодіїв. Городяни поспішають поставити залізні решітки на вікна, а з настанням темряви замикають будинки. По порожніх вулицях бродять наркомани і купки місцевих хуліганів. У дворах гавкають сторожові пси. Той метушливий час минув. У країні і в місті наведений порядок. Злочинність і наркоманію втихомирили.
Все більше з'являється на Зеленому Яру красивих дорогих особняків — дво- і триповерхових, з євроремонтом, дизайнерським оформленням ландшафту, з гаражами на дві машини. Особливо полюбився багатим, розуміючим принадність тихого життя у власному будинку запорожцям район Зеленого Яру нижче вулиці Іванова біля Ботанічного саду. Це район щодо нової, післявоєнної забудови. Вулиці рівні, широкі, є каналізація, газ, тихо, а головне — на машині пару хвилин їзди до центру міста. На теперішній час на Зеленому Яру тихо днем, темно вечорами і машин більше, ніж людей. Пройде пару десятиліть і, можливо, він стане районом проживання середнього класу, а збіднілим робочим доведеться продати свої ділянки і будинки, які так дорого зараз містити, і перебратися в передмістя дешевше.

## Інфраструктура
Зелений Яр є частиною Шевченківського району. Повітря чистіше ніж в інших прилеглих до заводів районах міста. В основному приватний сектор. Інфраструктура розвинена середньо. Є загальноосвітні школи, музична школа № 7, дитячі навчальні дошкільні заклади, фітнес-клуби. Продовольчі та промтоварні магазини, аптеки, багато кафе, в основному вірменських таких, як «Гюмрі», «Nairi Patio». Немає жодного супермаркету. До центрального проспекту міста — 20 хвилин на автобусі, 30 хвилин на трамваї або 40 хвилин пішки.

## Транспорт
До центральної частини міста курсують трамвайні маршрути № 12, 15 і автобусні маршрути № 6, 13, 25, 32. До промзони курсують автобусні маршрути № 56 та 57.
До квітня 2018 року, курсував трамвайний маршрут № 12 до кінцевої зупинки «Запоріжжя-Ліве», але у зв'язку незадовільним станом трамвайних колій, трамвайний рух тимчасово обмежено до зупинки «Кільце Зелений Яр», демонтовано контактну мережу в напрямку заводу «Дніпроспецсталь», яку після проведення ремонтних робіт планують відновити у 2020 році.

## Пам'ятки

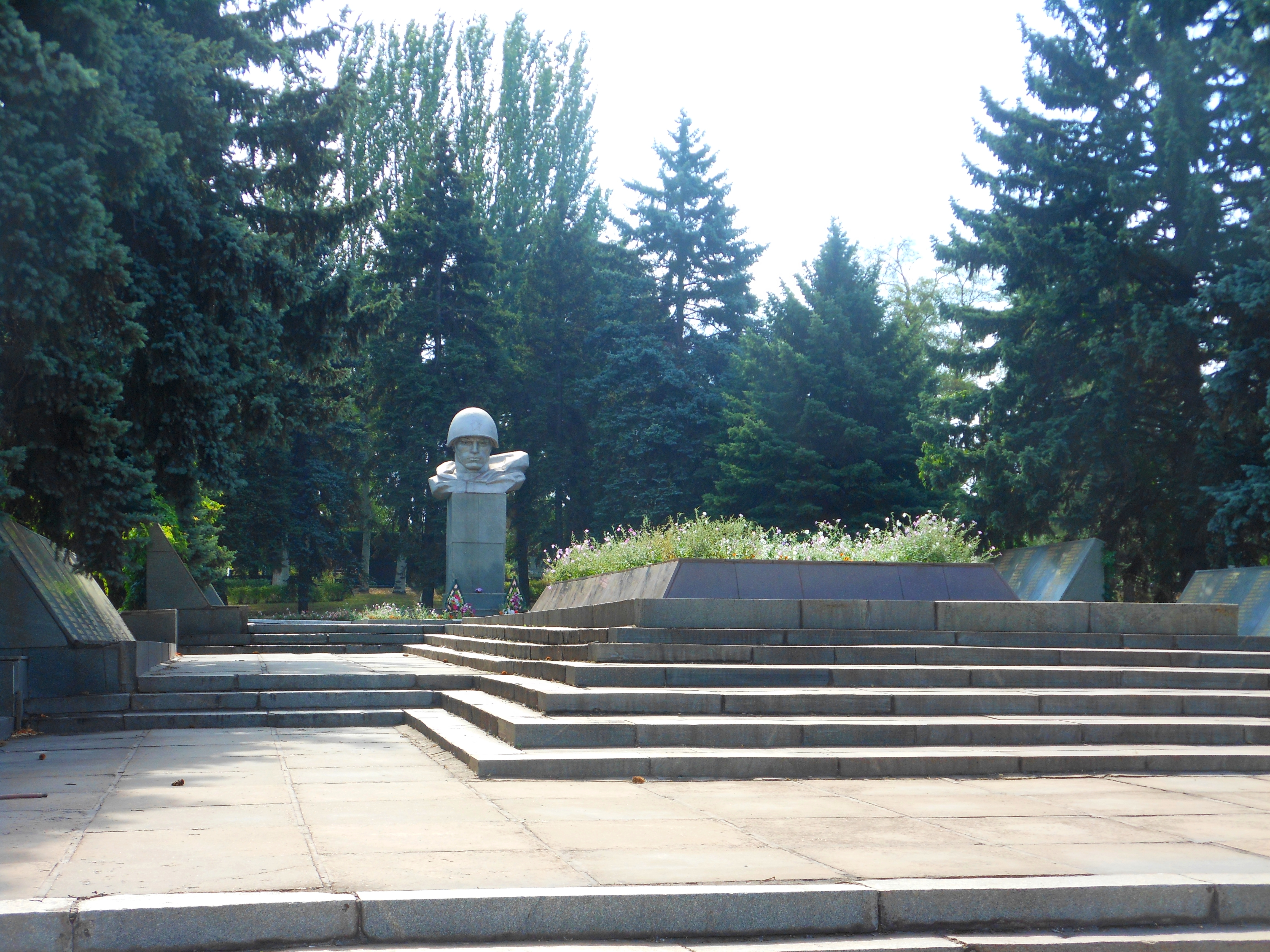
Меморіали загиблим по вул. Солідарності. Капустяне кладовище
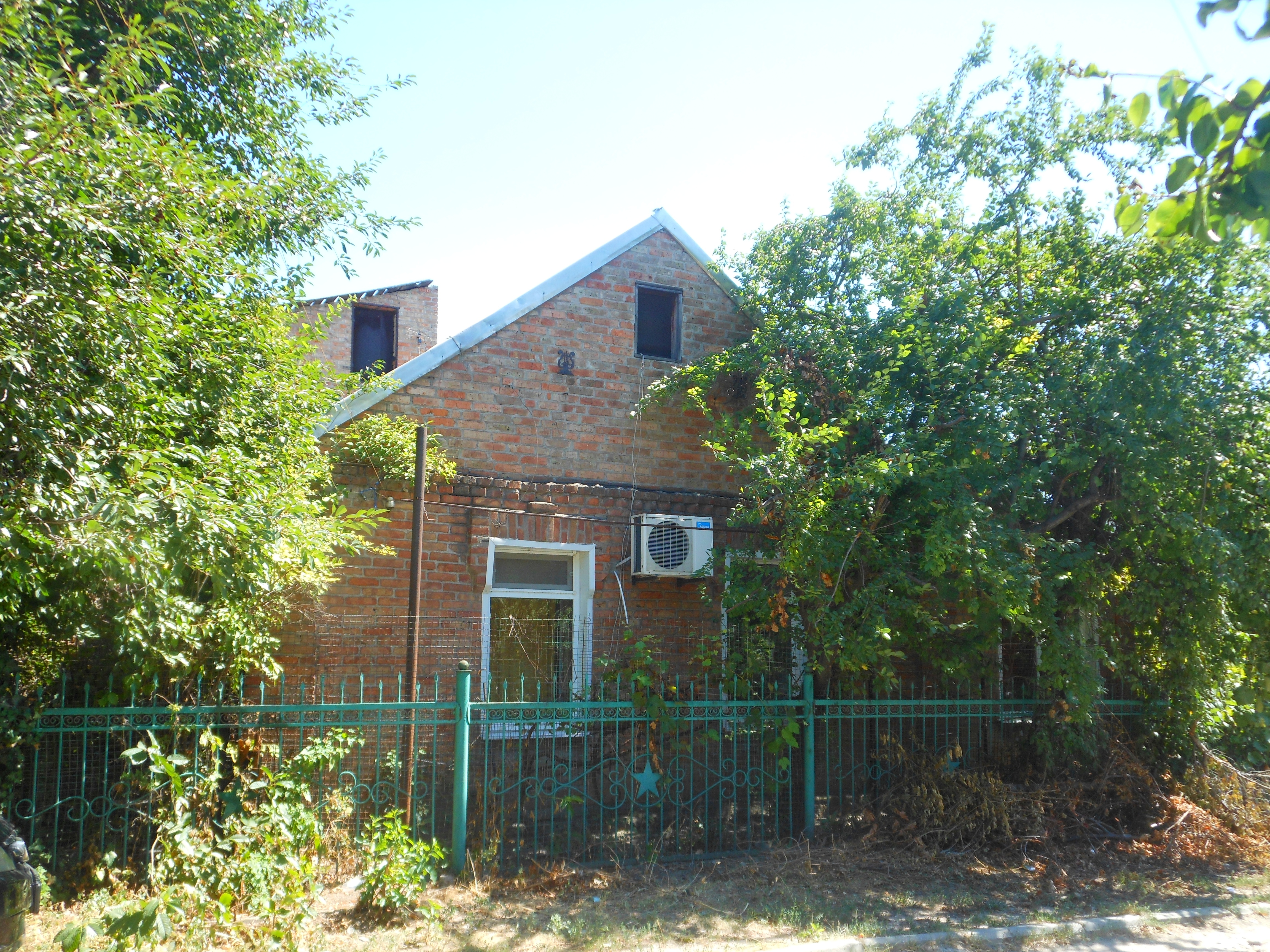
Будинок, де містилася явочна квартира підпільної групи «Ревком», вул. Курортна, 52